# Kąpiel fotograficzna
Kąpiel fotograficzna – roztwór odpowiednich związków chemicznych, w którym zanurza się na każdym z etapów procesu fotograficznego materiał fotograficzny w celu przeprowadzenia kolejnych reakcji chemicznych dla uzyskania końcowego efektu obrazu fotograficznego.
Kąpiele fotograficzne charakteryzują się określoną (i raczej szybką) dynamiką reakcji chemicznych, a same reakcje są najczęściej dość skomplikowane, stąd ich działanie jest ściśle określone poprzez szereg precyzyjnych warunków:
- temperatura roztworu i czas trwania kąpieli - odpowiadają w najwyższym stopniu za dynamikę, stąd ich parametry są ściśle określone, aczkolwiek w pewnym przedziale proporcje pomiędzy tymi parametrami mogą być kompensowane na zasadzie: im wyższa temperatura tym krótszy czas działania. Wychodzenie jednak poza zakres powoduje takie efekty jak: fizyczne uszkodzenie emulsji fotograficznej, zadymienie, oraz zbyt kontrastowy lub zbyt łagodny obraz
- skład chemiczny - kąpiele składają się zazwyczaj z wielu składników, które muszą być w dodatku wysokiej czystości. W wielu przypadkach po rozpuszczeniu tych składników musi upłynąć pewien czas aż ustabilizują się procesy zachodzące pomiędzy rozpuszczonymi substancjami (oraz chemią własną rozpuszczalnika), stąd świeżo przygotowanych kąpieli nie wolno stosować od razu po przygotowaniu, a bywa że istotna jest również kolejność rozpuszczania poszczególnych składników
- stężenie roztworu - kąpiele wymagają również odpowiednich stężeń, aczkolwiek ich składniki są zestawione w taki sposób, aby zapewnić pewną nadmiarowość substancji potrzebnych do procesów, co pozwala w pewnym przedziale na zmianę stężenia kąpieli bez jej wymiany lub regeneracji, a także bez zmieniania równowagi temperatura-czas. Ponadto świeże kąpiele są przewidziane do obróbki określonej porcji materiału fotograficznego, po czym dopiero następuje korekta czasu, temperatury, lub rozpoczęcie regeneracji płynu
- regeneracja - przy wykonywaniu większych prac, zamiast okresowej wymiany całości roztworu, stosuje się systematyczne zastępowanie porcji zużytej kąpieli przez porcje świeżego roztworu lub też poprzez dodawanie odpowiednich ilości tych składników roztworu, które się zużywają. Regeneracja może być wykonywana w sposób równomierny zgodnie z ilością obrabianego materiału fotograficznego albo też może być uzależniona od czasu stania niepracującej nagrzanej kąpieli lub też od stopnia naświetlenia materiału fotograficznego (równowaga wywoływacz-utrwalacz).

Zestawy kąpieli fotograficznych wraz z parametrami ich użycia tworzą procesy fotograficzne.
Rodzaje kąpieli:
- wywoływacz - powoduje zmianę obrazu utajonego (naświetlonego) w obraz jawny poprzez utworzenie ziaren
- przerywacz - ma natychmiastowe działanie blokujące chemię wywoływacza, może być samodzielną kąpielą lub zmieszany z utrwalaczem
- utrwalacz - wypłukuje niewykorzystaną resztę materiału światłoczułego
- odbielacz - usuwa uzyskany pierwotny obraz jawny w procesach odwracalnych
- osłabiacz - koryguje zbyt ciemny obraz
- wzmacniacz - koryguje zbyt jasny obraz

Do kąpieli fotograficznych zalicza się również płukanie.